# Què se n'ha fet, de Baby Jane?
Què se n'ha fet, de Baby Jane? (títol original en anglès What Ever Happened to Baby Jane?) és una pel·lícula estatunidenca dirigida per Robert Aldrich i estrenada l'any 1962.	

## Repartiment
- Bette Davis: Baby Jane Hudson
- Joan Crawford: Blanche Hudson
- Victor Buono: Edwin Flagg
- Wesley Addy: Marty Mc Donald

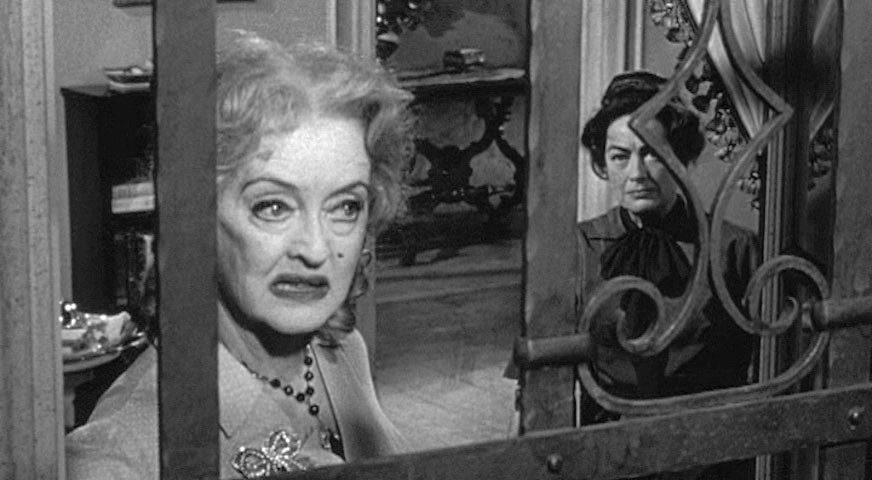
Bette Davis, en primer pla, i Joan Crawford en un moment de la pel·lícula

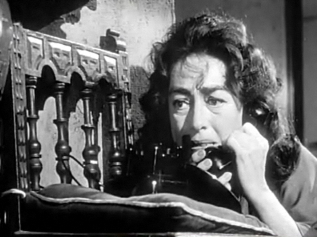
Joan Crawford al tràiler de la pel·lícula

- Julie Allred: Baby Jane Hudson el 1917
- Anne Barton: Cora Hudson
- Marjorie Bennett: Dehlia Flagg
- Bert Freed: Ben Golden
- Anna Lee: Mme. Bates
- Maidie Norman: Elvira Stitt
- Dave Willock: Ray Hudson
- Barbara Merrill: Liza Bates

## Nominacions i premis

### Premis
- Oscar al millor vestuari (Norma Koch)[2]

### Nominacions
- Oscar a la millor actriu: Bette Davis[2]
- Oscar al millor actor secundari: Victor Buono[2]
- Oscar a la millor fotografia en blanc i negre: Ernest Haller[2]
- Oscar al millor so: Joseph D. Kelly[2]
- BAFTA a la millor actriu estrangera: Bette Davis i Joan Crawford
- Palma d'Or: Robert Aldrich
- Globus d'Or a la millor actriu dramàtica: Bette Davis
- Globus d'Or al millor actor secundari: Victor Buono